# Ponikve (Brežice, Slovenija)
Ponikve je naselje u Općini Brežice u istočnoj Sloveniji. Ponikve se nalazi u pokrajini Dolenjskoj i statističkoj regiji Donjoposavskoj. 

## Stanovništvo
Prema popisu stanovništva iz 2002. godine Ponikve su imale 100 stanovnika.

### Etnički sastav
1991. godina:
- Slovenci: 116 (92,1%)
- Hrvati: 9 (7,1%)
- Nepoznato: 1